# 薭生城
薭生城（ひうじょう）は、新潟県小千谷市薭生字城ノ腰に所在する日本の城。1972年（昭和47年）4月1日付けで小千谷市指定史跡に指定されている。

## 概要
薭生城は有事の際に立てこもる城で、普段は、山麓下の薭生本村に館を構えていた。築城された年代は明らかではない。当初は薭生氏が居城していた。その後、現在の横浜市磯子区にあたる相模国平子郷から来た平子氏（たいらこし）が居城とした。
南北朝時代には長尾氏と共に上杉憲顕にしたがって活躍していた。地理的に上田長尾氏の与力であったが、守護上杉家の譜代の重臣であった。永正の乱では、小千谷は戦略的に重要な地となったが、平子氏は中立を保ち、双方から強い働きかけが行われ、複雑な立場であった。上条の乱では上条方だったが、長尾晴景家督相続後は晴景に従った。上杉謙信の死後の御館の乱では景虎方についたため、景勝方に滅ぼされ、平子氏は同市蘭木に逃げたという。その後、慶長5年(1600年) の上杉遺民一揆では、五智院の僧 海龍が3800人を引き連れ、薭生城に立てこもった。だが、まもなく鎮圧された。

## アクセス
- 小千谷駅より越後交通で薭生宮前バス停下車後、中部北陸自然歩道経由で徒歩約30分。
  - 小千谷駅から中部北陸自然歩道入り口（極楽寺）まで、徒歩約20分。